# Cybocephalus bicinctus
Cybocephalus bicinctus là một loài bọ cánh cứng trong họ Cybocephalidae. Loài này được Kirejtshuk miêu tả khoa học năm 1988.